# Vojaški orkester Zagreb
Vojaški orkester Zagreb (srbohrvaško Vojni orkestar Zagreb) je bil glasbena enota JLA s sedežem v Zagrebu.

## O orkestru
Ustanovljen je bil po osvoboditvi leta 1945.
Nastal je iz orkestra IV. udarnega korpusa NOVJ, ki je deloval že v času druge svetovne vojne.
V različnih virih in obdobjih je bil orkester poimenovan tudi kot Pihalni orkester doma JLA v Zagrebu (srbohrvaško Limeni orkestar Doma JNA u Zagrebu), Vojaški orkester zagrebške garnizije (srbohrvaško Vojni orkestar garnizona Zagreb), Pihalni orkester zagrebške vojaške oblasti (srbohrvaško Duvački orkestar Zagrebačke vojne oblasti), Pihalni orkester JLA Zagreb (srbohrvaško Duhački orkestar JNA, angleško Yugoslav Army Wind Orchestra Zagreb), Orkester zagrebške armadne oblasti (srbohrvaško Orkestar Zagrebačke armijske oblasti) ali Orkester Jugoslovanske armade (angleško Yugoslavian Army Band).
Štel je okrog 60 članov, deloval pa je do leta 1991.
Nekateri člani orkestra so po osamosvojitvi Hrvaške pristopili k novo ustanovljenemu protokolarnemu Orkestru Hrvaške vojske (hrvaško Orkestar Oružanih snaga Republike Hrvatske).
V okviru JLA je bilo veliko glasbenih ansamblov, skoraj vsaka vojašnica je imela svojega.
Igrali so glasbo različnih žanrov in provenienc.
Podobni vojaški pihalni orkestri, kot je bil zagrebški, so delovali tudi v drugih večjih središčih Jugoslavije: kot na primer v Beogradu, Ljubljani, Nišu, Sarajevu, Skopju in Splitu.

## Dirigenti orkestra
- Vilim Marković (1949–1960)[4]
- Josip Janković (–1983)[5]
- Josip Škorjanec
- August Putarek

## Diskografija
- Limeni orkestar doma Jugoslavenske armije u Zagrebu – Komandant Stane / Partizanska truba sa grmeča trubi, dirigent Vilim Marković (DISCOGS) (plošča, Jugoton, 1949)
- Limeni orkestar doma Jugoslavenske armije u Zagrebu – Hej Slaveni / Internacionala / Koračnica partizanskih odreda Jugoslavije, dirigent Vilim Marković (DISCOGS) (plošča, Jugoton, 1949)
- Limeni orkestar doma J.N.A. u Zagrebu – Koračnica narodnih heroja / Prvoborac, dirigent Vilim Marković (DISCOGS) (plošča, Jugoton, 1950)
- Duvački orkestar Zagrebačke vojne oblasti – Smjelo–hrabro: koračnice Jugoslavenske narodne armije / Čestitka 25. V. 1957. dirigent Vilim Marković (DISCOGS) (plošča, Jugoton, 1957)
- Duvački orkestar Doma JNA u Zagrebu, Zbor »Lisinski«, OKUD »Joža Vlahović« – Slava palim borcima!: Posmrtnice (DISCOGS) (plošča, Jugoton, 1960)
- Duvački orkestar Zagrebačke vojne oblasti – Koračnice Smjelo–hrabro: koračnice Jugoslavenske narodne armije, dirigent Vilim Marković (DISCOGS) (COBISS) (plošča, Jugoton, 1967)
- Vojni orkestar garnizona Zagreb – Moja domovina: Koračnice Jugoslavenske narodne armije, dirigenta Josip Janković in Vilim Marković (DISCOGS) (plošča, Jugoton, 1971)
- Vojni orkestar Zagreb – 30 godina slobode: Koračnice bratstva i jedinstva, dirigent Josip Janković (DISCOGS) (plošča, Suzy, 1975)
- Vojni orkestar Zagreb – Svečana koračnica: Nagrađena na konkursu sekretarijata za Narodnu odbranu, dirigent Josip Janković (DISCOGS) (plošča, Jugoton, 1976)
- Sinfonijski orkestar RTZ, Zagrebački solisti, Dječji zbor RTZ, Mješoviti zbor RTZ, Duhački orkestar JNA, Plesni orkestar RTZ, Zagrebački kvartet, Solisti simfonijskog orkestra RTZ – Igor Kuljerić: Suvremeni Hrvatski skladatelji, dirigent Igor Kuljerić (DISCOGS) (plošča, Jugoton, 1976)
- The Zagreb Philharmonic, Zagreb RTV Chorus, Zagreb RTV Symphony Orchestra, Zagreb Quartet, Zagreb RTV Dance Band, Yugoslav Army Wind Orchestra Zagreb, Zagreb RTV Childrens' Chorus, Plesni orkestar RTZ – Igor Kuljerić: Works by Yugoslav Composers, dirigenti Igor Kuljerić in Mladen Bašić (DISCOGS) (kaseta, MIC)
- Orkestar Sarajevske armijske oblasti, Udruženi horovi Sarajeva i Rajlovca, Orkestar Demokratske narodne republike Alžira, Oskestar Skopske armijske oblasti, Orkestar Arapske republike Egipat, Orkestar Republike Irak, Orkestar Zagrebačke armijske oblasti, Orkestar Republike Kube, Orkestar Libijske narodne socijalističke Džemahirije, Reprezentativni orkestar garde Beograd – Titovo ime ko' sloboda zrači: Festival vojnih orkestara »Susreti na Miljacki«, dirigenti Igor Delpin, Josip Janković, Abdeluahab Salim, Ilija Ilijevski, Ali Higazi Ibrahim, Abdul-Salem Džemil, Hei Milanes, Abdulea Rahuma, Mihajlo Petraš in Slobodan Jozanov (DISCOGS) (2 plošči, Diskoton, 1977)
- Vojni orkestar Zagreb – Fešte Mediterana: Parada mornarice, dirigent Josip Janković (DISCOGS) (plošča, Jugoton, 1980)
- Hor Radio-televizije Beograd, Zbor Radio-televizije Zagreb, Vojni orkestar Zagreb – Druže Tito, mi ti se kunemo / Jugoslavijo, dirigenta Borivoje Simić in Josip Janković (DISCOGS) (plošča, Jugoton, 1980)
- Novi fosili, Dječji zbor RTZ, Jadranko Črnko, Pepel in kri, Dražen Žanko, Zdenka Žabčić, Branko Blaće, Zbor RTZ, Zbor KUD »Joža Vlahović«, Zbor »Moša Pijade«, Kvartet »Studio«, Zabavni orkestar RTZ, Vojni orkestar Zagreb, Zagrebački simfoničari RTZ – 26. festival Zagreb: Večer revolucionarne i rodoljubne glazbe, dirigenti Igor Kuljerić, Zlatko Černjul, Emil Cossetto in Josip Škorjanec (DISCOGS) (plošča, Jugoton, 1980)
- Branko Blaće, Ansambl »Ladarice«, Đani Maršan, Mješoviti zbor »Moša Pijade«, Gudački kvartet »Stratik«, Zvonko Zidarić, Dražen Žanko, Senka i Zafir, Dječji zbor OŠ »Crveni oktobar«, Gazmend Pallaska, Festivalski orkestar, Vojni orkestar Zagreb – 27. festival Zagreb: Večer revolucionarne i rodoljubne glazbe, dirigenta Igor Kuljerić in Josip Janković (DISCOGS) (plošča, Jugoton, 1981)
- Orkestar Zagrebačke armijske oblasti, Hor »I. Goran Kovačić«, Reprezentativni orkestar garde, Hor umetničkog ansambla JNA, Elvira Voća i Simeon Gugulovski, Oliver Dragojević, Žarko Dančuo, One i oni, Tereza Kesovija, Arsen Dedić, Braco Koren – Pjevaju mornari sa Titovih lađa, dirigenti Budimir Gajić, Ilija Ilievski, Josip Janković in Vladimir Mustajbašić (DISCOGS) (kaseta in plošča, RTV Beograd, 1982)
- Umjetnički ansambl doma JNA Beograd, Mješoviti zbor OKUD Joža Vlahović, Zbor Radio televizije Zagreb, Vojni orkestar Zagreb – Hej Slaveni / Lijepa naša domovino / Internacionala / Jugoslavijo, dirigenti Mladen Jagušt, Emil Cossetto in Josip Janković (DISCOGS) (kaseta, Jugoton, 1984)
- Vojni orkestar Zagreb – 40 godina slobode: Pjesme ratnika – pjesme vojnika, dirigent August Putarek (DISCOGS) (kaseta in plošča, Jugoton, 1985)
- Mješoviti zborovi RKUD »Vinko Jeđut«, HPD »Jeka« Samobor, Vokalni ansambl »Corona«, Vojni orkestar Zagreb – 17. udarna Slavonska brigada, dirigent Josip Škorjanec (DISCOGS) (plošča, Jugoton, 1987)